# داريل هوف
داريل هوف (بالإنجليزية: Darrell Huff)‏ هو كاتب ورياضياتي أمريكي، ولد في 15 يوليو 1913، وتوفي في 27 يونيو 2001.